# ワールドインテリジェンスパートナーズジャパン
ワールドインテリジェンスパートナーズジャパン株式会社（ウィップジャパン、英文名称WIP Japan Corporation / 正式名称：ワールドインテリジェンスパートナーズジャパン株式会社）は、 調査と翻訳を中核にしながら、ウェブサイト制作・運用や越境eコマース支援システム、人材紹介など、「多言語ビジネス支援」を展開する企業。

## 概要
世界400以上の都市に広がるネットワークと、2,000万人以上にリーチでき139言語に対応できる事業インフラをベースに、多言語・多文化間のスムーズでシームレスな運用が求められる、日本以外の国・地域とのビジネスや多言語化に関するさまざまな課題に対応するソリューションやサービスを提供している。
主要顧客は、官公庁・地方自治体・国内外有力企業・調査研究機関など。

## 提供サービス

### 通訳代行サービス
- 予訳（通訳代行サービス及びウェブサイト）[1][2][3][4]

### 海外リサーチ＆コンサルティング
- 情報調査（デスクリサーチ、ヒアリング調査）
  - Partner Finder：海外取引先開拓サービス
  - Regulations Global：多国間法規制調査
  - Competitive Analysis：グローバル競合調査
- 定性調査（グループインタビュー、デプスインタビュー、会場調査など）
- 定量調査（オンライン、オフライン）

### グローバルWEB・ECマーケティング
- GlobalPhoenix：多言語WEBサイト構築＆運用
- 多言語WEBサイト調査
  - Global Octopus：WEBグローバルガバナンス改善パッケージ
  - GlobalApe：WEBユーザビリティ調査
  - GlobalHorse：競合WEBサイト比較調査
  - GlobalOw!：ヒューリスティック調査
  - GlobalGnu：アクセス解析
- 多言語多通貨Eコマース構築
  - Multilingual Cart（マルチリンガルカート）：越境ECパッケージ（ASP型）
- 多言語カスタマーセンター運用

### 多言語翻訳
- 産業翻訳
  - 映画や文学作品などのいわゆる映像・文芸翻訳ではなく、下記のような専門分野における産業翻訳・通訳などを主力とする。
    - 金融・財務・会計
    - 法律・契約
    - 医薬
    - 工業
    - ニュースリリース

  - 取扱言語：139言語
- 訳す YAQS（ヤクス）：クラウドソーシング型翻訳マッチングサービス
  - 24時間365日翻訳
  - API、法人契約可能
- QRトランスレーター：QRコードを貼るだけでスマホで15言語表示が可能

### 多言語人材サービス
- 以下のような職種に、「語学力」＋「専門力」の人材を供給
  - 翻訳者・通訳者（日本人・外国人）、ネイティブチェッカー
  - 営業、秘書、英文事務、英文経理

## 沿革
- 1995年
  - 11月 - 創業（大阪・西天満）
  - 11月 - 世界一流紙のダイジェスト配信モデルにてスタート
  - 11月 - オリンピック招致活動海外調査サポート業務開始
- 1996年
  - 3月 - 翻訳サービス提供開始
- 2000年
  - 4月 - 海外調査ネットワークmNet構築
  - 6月 - WIPジャパン株式会社設立（大阪・西天満）資本金1,000万円
  - 9月 - 東京営業所開設（東京・銀座）
- 2001年
  - 3月 - 大阪本社を西天満から天神橋へ移転
  - 4月 - ネーミング・スラング/イメージ海外調査サービス開始
  - 7月 - クレジットカード決済開始（海外リサーチ、翻訳業界初）
- 2002年
  - 2月 - 仏日/日仏翻訳専門サービス開始
  - 2月 - 中日/日中翻訳専門サービス開始
  - 8月 - 資本金3,020万円に増資
  - 9月 - 東京営業所を銀座から中野坂上に移転
  - 12月 - 海外調査マーケティング専門サービス開始
- 2003年
  - 1月 - ランゲージネットワーク社との業務提携により同社顧客と従業員を吸収
  - 6月 - スポーツ専門翻訳サービス開始
  - 8月 - 海外顧客向けウェブマーケティングサポートサービス「webproject.jp」開始
  - 9月 - 東京営業所を東京支社に昇格（東京・紀尾井町）
  - 10月 - 外国語WEB日本語化専門サービス開始
  - 10月 - 海外5都市で日本の外交に対する意識調査を独自実施
  - 11月 - 日経産業新聞に全面広告掲載（業界初）
  - 11月 - 高校生会社見学受入れ開始
- 2004年
  - 4月 - 資本金5,100万円へ増資
  - 7月 - 海外向けウェブサイトプロモーションサービス開始
  - 8月 - Accent株式会社へ出資
  - 11月 - アスリートブランドジャパン株式会社（青少年スポーツ留学支援）へ出資
- 2005年
  - 1月 - 月刊ニュース（TMG）配信開始
  - 7月 - TRADOS社製「TMサーバ（同時翻訳サーバ）」を業界に先駆け導入
  - 8月 - 本社移転（東京・平河町）
  - 12月 - 海外ネットワーク（日本人スタッフ）72か国・373都市に拡大
  - 12月 - 取扱言語数139言語に拡大
- 2006年
  - 1月 - 海外インターネット調査（500万人）サービス開始
  - 4月 - 中学生職場体験受入れ開始
  - 5月 - 海外インターネット調査 184か国+26地域、775万人に拡大
- 2007年
  - 7月 - 海外向けWEBサイト構築運用スキルセミナー開始
  - 8月 - 海外市場スキルセミナー開始
- 2008年
  - 5月 - WEB2.0マーケティングフェア出展
  - 5月 - 「世界進出WEBマーケティングサービス」
  - 6月 - 当社代表が日本翻訳連盟の理事に就任
  - 6月 - 資本金7,100万円に増資
  - 8月 - 「世界進出WEBマーケティング」シリーズセミナー開始
  - 10月 - 株式会社コネクトデザインコンサルティングより海外向けネット通販SaaS「マルチリンガルカート」事業買収
  - 12月 - 本社移転（東京・平河町）
- 2009年
  - 3月 - 上海制作室開設（上海・浦東新区）
- 2010年
  - 1月 - プライバシーマーク認定
  - 1月 - SDL Trados LSPパートナーに認定（アジアパシフィック地域2社目）
  - 2月 - 多言語多通貨ショッピングモールのクラウドサービス「マルチリンガルモール」をリリース
  - 11月 - 手軽な翻訳市場「YAQS」（クラウド翻訳）リリース
  - 12月 - 大規模多言語サイト向けWEBソリューション「GlobalOctopus」リリース
- 2011年
  - 3月 - 資本金9,125万円に増資
  - 4月　海外8か国で東日本大震災に関する海外自主調査実施（～8月）
  - 6月　ホテル旅館向けに10カ国語安心安全メッセージを配布
  - 6月 - 日本発世界向けECショップ「COCOEN.com」開店
  - 9月 - Common Sense Advisory社による2011年「言語サービス企業トップ15」調査でアジア13位、日本8位ランクイン
  - 9月 - 大連オフィス開設：威鹏（大连）翻译咨询有限公司
- 2012年
  - 5月 - 海外定性調査パッケージ「Kiqoo」提供開始
  - 8月 - 人材派遣・人材紹介サービス提供開始
- 2013年
  - 3月 - フィリピンオフィス開設：WIP Philippines Corp.
  - 8月 - 海外取引先開拓サービス「PartnerFinder」提供開始
  - 10月 - 『キャロライン・ケネディの決意』『JFケネディ大統領就任演説』電子出版
  - 11月 - 『イエレンFRB副議長公聴会スピーチ全文』電子出版
  - 11月 - 『「アウェイ」で攻める! 中国市場向け通信販売のノウハウ』書籍出版
  - 11月 -  多言語QRコードソリューション「QR Translator」開発会社（PIJIN）に出資
  - 12月 - 『超訳・毛沢東語録』『クリスマス・キャロル』『フランダースの犬』電子出版
- 2014年
  - 2月 - クラウド翻訳として日本初、日⇔ASEAN言語の翻訳開始
  - 5月 - 決算月変更（6月→12月）
  - 11月 - マルチリンガルカート、ヤマトチャイナダイレクト連携機能追加
- 2015年
  - 3月 - 日本初・訪日外国人向け免税品購入予約サイトをローンチ
  - 8月 - マルチリンガルカート、銀聯決済サービス連携
  - 9月 - クラウド翻訳「訳す YAQS」、HISと提携
  - 10月 - フィリピン新オフィスオープン（マニラ・マカティ)
- 2016年
  - 4月 - マルチリンガルカート事業を譲渡
  - 4月 - 訪日客集客一括支援サービス開始
  - 7月 - 多言語PR宣伝「ようこそPR」サービス開始
  - 10月 - ユースエール企業に認定（厚生労働省）
- 2017年
  - 2月 - 翻訳外注セミナー開始
  - 7月 - 海外渡航に関する特別休暇制度導入
- 2018年
  - 2月 - Eラーニング講座「訪日外国人旅行客を集客し続ける方法」公開
  - 3月 - 日本の上場企業WEBサイト多言語対応調査実施（リリース）
  - 5月 - 海外インフルエンサーマーケティング開始
- 2019年
  - 3月 - 旅館民宿向け海外集客支援サービス開始
- 2021年
  - 4月 - 通訳代行サービス『予訳』サービス開始
- 2022年
  - 12月 - 本社移転（東京・九段下）